# قائمة جوائز السبايس جيرلز

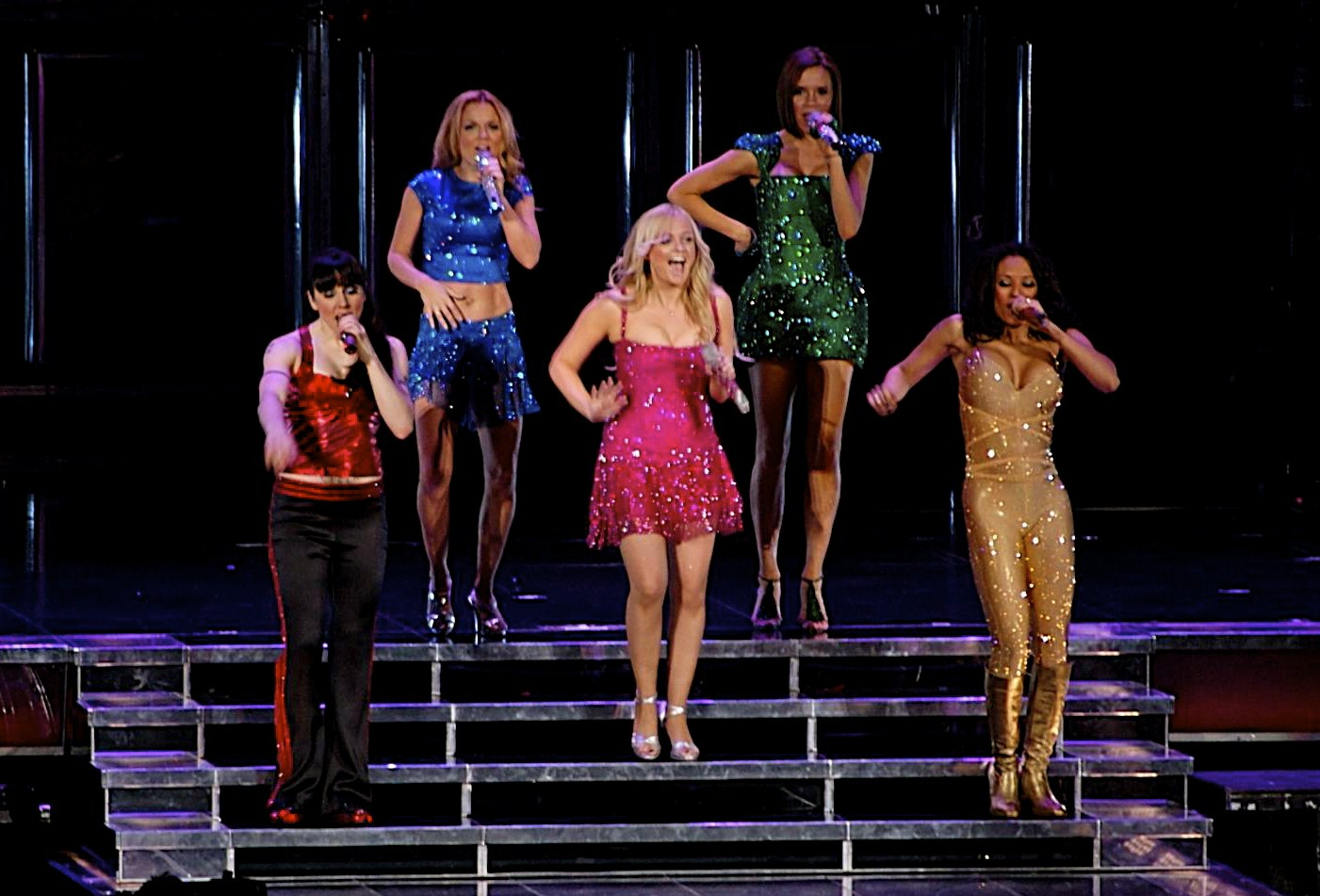
سبايس جيرلز

السبايس جيرلز هي فرقة فتيات بريطانية أصدرت ثلاث ألبومات إستوديو، وألبوم واحد لأفضل الأعمال، و 13 أغنية عالمية بين يوليو 1996 إلى فبراير 2008، المجموعة مع أعضائها المكونين من: ميلاني شيزولم، جيري هاليويل، إيما بونتون، فيكتوريا بيكهام، ميلاني براون، باعوا أكثر من 55 مليون ألبوم وتصدرت ألبوماتهم قوائم الأغاني حول العالم منها القوائم البريطانية والأمريكية والأسترالية واليابانية والكندية والفرنسية والألمانية، وبعد انفصال ما يقارب السبع سنوات، إجتمع أعضاء المجموعة الخمسة مرة أخرى للم شملهم في عام 2007 لعمل ألبومهم «أفضل الأعمال» و«جولة العودة»

## جوائز الموسيقى الأمريكية
- 1998: الفرقة المفضلة، دويتو أو مجموعة (بوب/روك)
- 1998: الألبوم المفضل (بوب/روك)- التوابل
- 1998: الفنان الجديد المفضل (بوب/روك)

## جوائز البيلبورد الموسيقية
- 1997: ألبوم السنة: التوابل
- 1997: فنان جديد: سبايس جيرلز

## جوائز البيلبورد للجولات
- 2008: أفضل نتائج الصندوق

## قوائم البيلبورد الموسيقية لنهاية السنة
- 1997: أفضل فنان بوب – دويتو/مجموعة (أغنية أو ألبوم)
- 1997: أفضل فنان بوب جديد
- 1997: قمة البيلبورد لأفضل 200 ألبوم: التوابل
- 1997: قمة البيلبورد لأفضل 200 ألبوم فنان – دويتو/مجموعة
- 1997: أفضل 100 أغنية لفنان – دويتو/مجموعة
- 1997: أفضل فنان بوب (أغنية أو ألبوم): سبايس جيرلز #2
- 1997: قمة البيلبورد لأفضل 200 ألبوم فنان: سبايس جيرلز #2
- 1997: أفضل 100 أغنية لفنان: سبايس جيرلز #2
- 1998: قمة البيلبورد لأفضل 200 ألبوم فنان – دويتو/مجموعة
- 1998: قمة البيلبورد لأفضل 200 ألبوم فنان: سبايس جيرلز #3
- 1998: أفضل فنان بوب – دويتو/مجموعة: سبايس جيرلز #4

## الجوائز البريطانية
- 1997: أفضل فيديو: "Say You’ll Be There"
- 1997: أفضل أغنية: "Wannabe"

أيضاً ترشحت لأفضل فرقة بريطانية، وأفضل أداء خارق وأفضل منتج
- 1998: أفضل مبيعات ألبوم بريطاني حول العالم

جوائز التميز الخاصة لمبيعات الألبوم العالمي.

أيضاً ترشحت لأفضل فيديو ("Spice Up Your Life")
- 2000: المساهم البارزة في صناعة الموسيقى البريطانية

جوائز التميز الخاصة لتقدير المواهب البارزة، الفائزون السابقون هم: إلتون جون، آني لينوكس، يو تو، البيتلز وكوين

## الأكاديمية البريطانية لجوائز إيفور نوفيلو للملحنين ومؤلفي الأغاني
- 1997: أفضل أغنية عالمية في السنة ("Wannabe")
- 1997: أفضل مؤلف أغنية بريطانية: ("Wannabe")

## جوائز مبيعات شركات الفونوجرافيك البريطانية
الجوائز الفضية (منحت لشحن 60,000 ألبوم / 200,000 أغنية في بريطانيا)
- "Wannabe" (1 يوليو 1996)
- "Say You’ll Be There" (1 أكتوبر 1996)
- التوابل (ألبوم) (1 نوفمبر 1996) (منحت للمراكز المتقدمة)
- "Who Do You Think You Are"/"Mama" (1 مارس 1997)
- "Spice Up Your Life" (17 أكتوبر 1997)
- عالم التوابل (ألبوم) (7 نوفمبر 1997)
- "Too Much" (19 ديسمبر 1997)
- "Stop" (13 مارس 1998)
- "Viva Forever" (24 يوليو 1998)
- "Goodbye" (18 ديسمبر 1998)
- "Holler"/«Let Love Lead The Way» (27 أكتوبر 2000)
- Forever (ألبوم) (17 نوفمبر 2000)
- "Greatest Hits" (ألبوم) (11 نوفمبر 2007)

الجوائز الذهبية (منحت لشحن 100,000 ألبوم / 400,000 أغنية في بريطانيا)
- "Wannabe" (1 يوليو 1996)
- "Say You’ll Be There" (1 أكتوبر 1996)
- التوابل (ألبوم) (1 نوفمبر 1996)
- "Who Do You Think You Are"/"Mama" (1 مارس 1997)
- "Spice Up Your Life" (17 أكتوبر 1997)
- Spiceworld (ألبوم) (7 نوفمبر 1997)
- "Too Much" (19 ديسمبر 1997)
- "Viva Forever" (24 يوليو 1998)
- "Goodbye" (18 ديسمبر 1998)
- Forever (ألبوم) (17 نوفمبر 2000)
- "Greatest Hits" (ألبوم) (25 نوفمبر 2007)

الجوائز البلاتينية (منحت لشحن 300,000 ألبوم / 600,000 أغنية في بريطانيا)
- "Wannabe" (1 أغسطس 1996)
- "Say You’ll Be There" (1 أكتوبر 1996)
- التوابل (ألبوم) (1 نوفمبر 1996)
- "Who Do You Think You Are"/"Mama" (1 مارس 1997)
- "Spice Up Your Life" (17 أكتوبر 1997)
- Spicworld (ألبوم) (7 نوفمبر 1997)
- "Too Much" (9 يناير 1998)
- "Viva Forever" (13 أغسطس 1998)
- "Goodbye" (18 ديسمبر 1998)
- Forever (ألبوم) (17 نوفمبر 2000)
- "Greatest Hits" (ألبوم) (1 ديسمبر 2007)

الجزائز البلاتينية المتعددة (منحت لشحن 300,000 ألبوم / 600,000 أغنية في بريطانيا)
- التوابل (ألبوم) 2xPlatinum (1 نوفمبر 1996)
- التوابل (ألبوم) 3xPlatinum (1 نوفمبر 1996)
- التوابل (ألبوم) 4xPlatinum (1 ديسمبر 1996)
- التوابل (ألبوم) 5xPlatinum (1 ديسمبر 1996)
- التوابل (ألبوم) 6xPlatinum (1 ديسمبر 1996)
- التوابل (ألبوم) 7xPlatinum (1 يناير 1997)
- التوابل (ألبوم) 8xPlatinum (1 مارس 1997)
- التوابل (ألبوم) 9xPlatinum (1 أبريل 1997)
- التوابل (ألبوم) 10xPlatinum (1 أغسطس 1997)
- عالم التوابل (ألبوم) 2xPlatinum (7 نوفمبر 1997)
- عالم التوابل (ألبوم) 3xPlatinum (7 نوفمبر 1997)
- عالم التوابل (ألبوم) 4xPlatinum (7 نوفمبر 1997)
- عالم التوابل (ألبوم) 5xPlatinum (19 ديسمبر 1997)

## جوائز مبيعات اتحاد شركات التسجيل الكندية (CRIA)
الجوائز الذهبية (منحت لشحن 50,000 ألبوم أو أغنية في كندا)
- التوابل (10 يناير 1997)
- عالم التوابل (4 نوفمبر 1997)
- "Goodbye" (12 يناير 1999)
- Forever (14 ديسمبر 2000)

الجوائز البلاتينية (منحت لشحن 100,000 ألبوم أو أغنية في كندا)
- التوابل (17 يناير 1997)
- عالم التوابل (4 نوفمبر 1997)
- "Goodbye" (12 يناير 1999)
- Forever (14 ديسمبر 2000)

الجوائز البلاتينية المتعددة (منحت لشحن 100,000 ألبوم أو أغنية في كندا)
- التوابل 2x Platinum (28 فبراير 1997)
- التوابل 3x Platinum (31 مارس 1997)
- التوابل 4x Platinum (22 أبريل 1997)
- التوابل 5x Platinum (23 مايو 1997)
- التوابل 6x Platinum (14 يوليو 1997)
- التوابل 7x Platinum (18 أغسطس 1997)
- التوابل 8x Platinum (Oct 26 1997)
- عالم التوابل 2x Platinum (4 نوفمبر 1997)
- عالم التوابل 3x Platinum (4 نوفمب 1997)
- عالم التوابل 4x Platinum (4 نوفمب 1997)
- عالم التوابل 5x Platinum (15 يناير 1998)
- عالم التوابل 6x Platinum (28 مايو 1998)
- عالم التوابل 7x Platinum (28 مايو 1998)
- عالم التوابل 8x Platinum (7 يوليو 1998)
- التوابل 9x Platinum (7 يوليو 1998)
- عالم التوابل 9x Platinum (28 أغسطس 1998)
- "Goodbye" 2x Platinum (12 يناير 1999)
- Forever 2x Platinum (14 ديسمبر 2000)

الجوائز الماسية (منحت لشحن مليون ألبوم أو أغنية في كندا)
- التوابل (7 يوليو 1997)
- عالم التوابل (23 أكتوبر 1998)

## جوائز كابيتال FM
- 1997: الفرقة النسائية المفضلة في لندن
- 2008: جوائز أيقونة كابيتال

## جوائز قناة V الموسيقية (الهند)
- 1997: أفضل ألبوم عالمي (التوابل)

## جوائز ديزني
- 1998: أفضل نجم بوب

## جوائز سيدة السنة الفاتنة
- 2008: أفضل فرقة

## الاتحاد الدولي لجوائز مبيعات شركات الفونوجرافيك
أصدر لمبيعات الألبوم في أوروبا (الحالة البلاتينة = مليون نسخة شحنت)
- 1997: التوابل - جوائز 8xPlatinum
- 1998: عالم التوابل - جوائز 5xPlatinum

## اتحاد تسجيلات الموسيقى الأيرلندية (IRMA)
- 1997: أفضل ألبوم بوب عالمي (التوابل)

## جوائز جونو (كندا)
- 1998: أفضل ألبوم عالمي في السنة (التوابل)

## جوائز MTV الأوروبية الموسيقية
- 1997: أفضل فرقة

أيضاً رشحت لأفضل رقص
- 1998: أفضل فرقة
- 1998: أفضل أداء بوب

## جوائز MTV للفيديو الموسيقي
- 1997: أفضل فيديو راقص ("Wannabe")

أيضاً رشحت لجائزة اختيار المشاهدين لـ "Say You'll Be There"

## الاتحاد الوطني لمبيعات التجزئة (NARM) (US)
- 1998: التسجيل الأكثر مبيعاً (التوابل)
- 1998: التسجيل الأكثر مبيعاً في القوائم خلال السنة (التوابل)

## جوائز الإنترنت الموسيقية
- 1998: ألبوم السنة (التوابل)

## جوائز مبيعات اتحاد شركات التسجيل الأمريكية (RIAA)
الجوائز الذهبية (منحت لشحن 500,000 ألبوم أو أغنية)
- 1997: "Wannabe"
- 1997: "Say You'll Be There"
- 1997: "2 Become 1"
- 1997: التوابل (ألبوم)
- 1997: عالم التوابل (ألبوم)
- 1998: "Spice Up Your Life"
- 1998: "Goodbye"
- 2007: أفضل الأعمال (ألبوم)

الجوائز البلاتينية (منحت لشحن مليون ألبوم/أغنية و 100,000 فيديو كليب)
- 1997: "Wannabe"
- 1997: التوابل (ألبوم)
- 1997: عالم التوابل (ألبوم)
- 1999: مباشر في ويمبلي
- 1999:  قوة الفتاة! مباشر في إسطنبول
- 2007: أفضل الأعمال (ألبوم)

الجوائز البلاتينية المتعددة (منحت لشحن مليون ألبوم)
- 1997: التوابل (ألبوم) 2xPlatinum
- 1997: التوابل (ألبوم) 3xPlatinum
- 1997: التوابل (ألبوم) 4xPlatinum
- 1997: التوابل (ألبوم 5xPlatinum)
- 1997: عالم التوابل (ألبوم) 2xPlatinum
- 1997: عالم التوابل (ألبوم) 3xPlatinum
- 1998: التوابل (ألبوم) 6xPlatinum
- 1998: التوابل (ألبوم) 7xPlatinum
- 1998: عالم التوابل (ألبوم) 4xPlatinum

## جوائز سماش هيتس! (النجاحات الساحقة)
- 1996: أفضل فرقة بريطانية
- 1996: أفضل عمل جديد
- 1996: أفضل فيديو بوب ("Say You’ll Be There")
- 1997: أفضل فرقة

## جوائز صن بيزار
- 2007: أفضل عودة

## جووائز فودافون للحفلات الموسيقية
- 2008: أفضل حفل عودة

## جوائز الموسيقى العالمية
- 1997: أفضل نساء جدد
- 1998: أفضل مبيعات عالمية لفنان بوب/فرقة
- 1998: أفضل مبيعات لفنان بريطانين/فرق